# Liste des collèges et lycées dans l'Essonne
Cet article dresse la liste des collèges et lycées de l'Essonne (France).
Les établissements scolaires de l'Essonne sont rattachés à l’académie de Versailles.
L'Essonne est un département jeune qui a fait face à une augmentation de sa population et a créé un grand nombre de collèges et lycées pour répondre à la demande démographique à partir des années 1960.
Fondé à Montgeron (Essonne) en 1946, l'actuel lycée Rosa-Parks est pour sa part un établissement pilote du lycée Henri-IV à Paris, avec qui les liens sont rompus après 1955.
Dans les années 1950, le lycée Jean-Baptiste Corot à Savigny-sur-Orge est une annexe du lycée Lakanal de Sceaux.

## Liste des collèges et lycées de l'Essonne
| Nom                                                                                     | Statut             | Destination                                        | Année de création | Adresse                                                        | Image |
| --------------------------------------------------------------------------------------- | ------------------ | -------------------------------------------------- | ----------------- | -------------------------------------------------------------- | ----- |
| Lycée Edmond-Michelet (0911961M)                                                        | Public             | Lycée                                              | -                 | 2 boulevard Abel Cornaton - 91290 ARPAJON                      |       |
| Lycée professionnel Paul-Belmondo (0910628N)                                            | Public             | Lycée                                              | -                 | 23 avenue de la Division-Leclerc - 91290 ARPAJON               |       |
| Lycée René-Cassin (0911632E)                                                            | Public             | Lycée                                              | -                 | 17 rue Jean Moulin - 91290 ARPAJON                             |       |
| Collège Michel-Richard-Delalande                                                        | Public             | Collège                                            | 1970              | 4 rue G Anthonioz De Gaulle - 91200 ATHIS-MONS                 |       |
| Collège Saint-Charles (0911745C)                                                        | Privé sous contrat | Collège                                            | 1913              | 2 rue Geneviève Anthonioz de Gaulle - 91200 ATHIS MONS         |       |
| Lycée Clément-Ader (0910676R)                                                           | Public             | Lycée (général, technologique, professionnel)      | 1965              | 37 bis rue Geneviève Anthonioz de Gaulle - 91200 ATHIS MONS    |       |
| Lycée Marcel-Pagnol (0910623H)                                                          | Public             | Lycée (général, technologique)                     | 1965              | 3 avenue de la Terrasse Prolongée - 91200 ATHIS MONS           |       |
| Lycée Saint-Charles (0910808J)                                                          | Privé sous contrat | Lycée, BTS, licence                                | 1913              | 2 rue G. Anthonioz de Gaulle - 91200 ATHIS MONS                |       |
| Collège Wolfgang Amadeus Mozart                                                         | Public             | Collège                                            | 1965              | 5 chemin de la forge - 91200 ATHIS-MONS                        |       |
| Collège LE SAUSSAY                                                                      | Public             | Collège                                            | -                 | 91 - BALLANCOURT-SUR-ESSONNE                                   |       |
| Collège CHARLES-PEGUY                                                                   | Public             | Collège                                            | -                 | 91 - BONDOUFLE                                                 |       |
| Lycée François-Truffaut (0911937L)                                                      | Public             | Lycée (général technologique, professionnel)       | -                 | Rue Georges-Pompidou - BP 108 - 91070 BONDOUFLE                |       |
| Collège ANDRE DUNOYER DE SEGONZAC                                                       | Public             | Collège                                            | -                 | 91 - BOUSSY-SAINT-ANTOINE                                      |       |
| Collège Jeanne d'Arc (0910827E)                                                         | Privé sous contrat | Collège                                            | -                 | 31 rue Alfred Leblanc - 91220 BRETIGNY SUR ORGE                |       |
| Collège PABLO-NERUDA                                                                    | Public             | Collège                                            | -                 | 91 - BRETIGNY-SUR-ORGE                                         |       |
| Collège PAUL-ELUARD                                                                     | Public             | Collège                                            | -                 | 91 - BRETIGNY-SUR-ORGE                                         |       |
| Lycée Jean-Pierre-Timbaud (0910975R)                                                    | Public             | Lycée                                              | -                 | 4 rue Henri Douard - 91220 BRETIGNY SUR ORGE                   |       |
| Section d'enseignement professionnel du Lycée polyvalent Jean-Pierre-Timbaud (0912110Z) | Public             | Lycée (professionnel)                              | -                 | 4 rue HENRI DOUARD - 91220 BRETIGNY SUR ORGE                   |       |
| Lycée Jeanne-d'Arc (0912384X)                                                           | Privé sous contrat | Lycée                                              | -                 | 31 rue Alfred Leblanc - 91220 BRETIGNY SUR ORGE                |       |
| Collège JEAN MONNET                                                                     | Public             | Collège                                            | -                 | 91 - BRIIS-SOUS-FORGES                                         |       |
| Collège ALBERT CAMUS                                                                    | Public             | Collège                                            | -                 | 91 - BRUNOY                                                    |       |
| Collège LOUIS PASTEUR                                                                   | Public             | Collège                                            | -                 | 91 - BRUNOY                                                    |       |
| Collège Saint-Pierre (0911746D)                                                         | Privé sous contrat | Collège                                            | 1931              | 70 rue de Montgeron - 91800 BRUNOY                             |       |
| Lycée François-Joseph-Talma (0911021R)                                                  | Public             | Lycée                                              | -                 | 1 rue des Cerfs - BP 84 - 91800 BRUNOY                         |       |
| Lycée polyvalent Saint-Pierre (0910843X)                                                | Privé sous contrat | Lycée                                              | 1931              | 70 rue de Montgeron - 91800 BRUNOY                             |       |
| Collège LA GUYONNERIE                                                                   | Public             | Collège                                            | -                 | 91 - BURES-SUR-YVETTE                                          |       |
| Institut et Centre d'optométrie - Lycée technique privé d'optométrie (0911264E)         | Privé sous contrat | Lycée                                              | -                 | 134 route de Chartres - 91440 BURES SUR YVETTE                 |       |
| Lycée polyvalent Alexandre-Denis (0910630R)                                             | Public             | Lycée                                              | -                 | 4 avenue Carnot - Montmirault - 91590 CERNY                    |       |
| Collège OLYMPE DE GOUGES                                                                | Public             | Collège                                            | -                 | 36 rue du Vivier 91750 CHAMPCUEIL                              |       |
| Collège LES DINES CHIEN                                                                 | Public             | Collège                                            | -                 | 91 - CHILLY-MAZARIN                                            |       |
| Collège LA NACELLE                                                                      | Public             | Collège                                            | -                 | 91 - CORBEIL-ESSONNES                                          |       |
| Collège LE CHANTEMERLE                                                                  | Public             | Collège                                            | -                 | 91 - CORBEIL-ESSONNES                                          |       |
| Collège LEOPOLD SEDAR SENGHOR                                                           | Public             | Collège                                            | -                 | 91 - CORBEIL-ESSONNES                                          |       |
| Collège LOUISE MICHEL                                                                   | Public             | Collège                                            | -                 | 91 - CORBEIL-ESSONNES                                          |       |
| Collège Saint-Spire (0910829G)                                                          | Privé sous contrat | Collège                                            | 1865              | 7 rue de la Quarantaine - BP 67 - 91100 CORBEIL ESSONNES       |       |
| Ecole secondaire privée Groupe Scolaire Excellence (0912353N)                           | Privé hors contrat | Collège                                            | -                 | 22 RUE ROBINSON - 91100 CORBEIL ESSONNES                       |       |
| École secondaire privée La Lumière du Savoir (0912378R)                                 | Privé hors contrat | Collège                                            | -                 | 2 avenue du Général de Gaulle - 91100 CORBEIL ESSONNES         |       |
| Lycée polyvalent Saint-Léon (0912161E)                                                  | Privé sous contrat | Lycée                                              | -                 | 8 quai de l'Essonne - 91100 CORBEIL ESSONNES                   |       |
| Lycée Robert-Doisneau (0910620E)                                                        | Public             | Lycée                                              | -                 | 89 avenue Serge Dassault - 91100 CORBEIL ESSONNES              |       |
| Section d'enseignement professionnel du Lycée polyvalent Robert Doisneau (0912113C)     | Public             | Lycée                                              | -                 | 95 boulevard Jean-Jaurès - 91107 CORBEIL-ESSONNES              |       |
| Collège BELLEVUE                                                                        | Public             | Collège                                            | -                 | 91 - CROSNE                                                    |       |
| Collège CONDORCET                                                                       | Public             | Collège                                            | -                 | 91 - DOURDAN                                                   |       |
| Collège Émile-Auvray                                                                    | Public             | Collège                                            | -                 | 91 - DOURDAN                                                   |       |
| Collège Jeanne-d'Arc (0911015J)                                                         | Privé sous contrat | Collège                                            | -                 | 26 rue d'Etampes - 91410 DOURDAN                               |       |
| Lycée Nikola-Tesla (0912364A)                                                           | Public             | Lycée (professionnel)                              | -                 | 15-21 Chemin du Champ de Courses - 91410 DOURDAN               |       |
| Collège Alphonse-Daudet                                                                 | Public             | Collège                                            | -                 | 91 - DRAVEIL                                                   |       |
| Collège EUGENE-DELACROIX                                                                | Public             | Collège                                            | -                 | 91 - DRAVEIL                                                   |       |
| Collège Notre-Dame (0910830H)                                                           | Privé sous contrat | Collège                                            | -                 | 2 place Rouffy - 91210 DRAVEIL                                 |       |
| Lycée professionnel Nadar (0910755B)                                                    | Public             | Lycée (professionnel)                              | -                 | 42 bis rue Charles-Mory - 91210 DRAVEIL                        |       |
| Collège LA VALLEE                                                                       | Public             | Collège                                            | -                 | 91 - EPINAY-SOUS-SENART                                        |       |
| Lycée Maurice-Eliot (0911927A)                                                          | Public             | Lycée                                              | -                 | Rue de Provence - 91860 EPINAY-SOUS-SENART                     |       |
| Collège ANDRE-MAUROIS                                                                   | Public             | Collège                                            | -                 | 91 - EPINAY-SUR-ORGE                                           |       |
| Collège DE GUINETTE                                                                     | Public             | Collège                                            | -                 | 91 - ETAMPES                                                   |       |
| Collège JEAN-ETIENNE GUETTARD                                                           | Public             | Collège                                            | -                 | 91 - ETAMPES                                                   |       |
| Collège Jeanne-d'Arc (0911747E)                                                         | Privé sous contrat | Collège                                            | -                 | 11 boulevard Henri IV - BP 22 - 91150 ETAMPES                  |       |
| Collège Marie-Curie                                                                     | Public             | Collège                                            | -                 | 91 - ETAMPES                                                   |       |
| École secondaire privée à l'ére libre (0912393G)                                        | Privé hors contrat | Collège                                            | -                 | 19 rue de l'Alun - 91150 ETAMPES                               |       |
| Lycée Geoffroy-Saint-Hilaire                                                            | Public             | Lycée (général, technologique, professionnel), BTS | 1460              | 91 - Étampes                                                   |       |
| Lycée Jeanne d'Arc (0910815S)                                                           | Privé sous contrat | Lycée                                              | -                 | 11 boulevard Henri IV - BP 22 - 91150 ETAMPES                  |       |
| Lycée professionnel Nelson Mandela (0911401D)                                           | Public             | Lycée (professionnel)                              | -                 | 8 rue Julien Pranville - BP 168 - 91150 ETAMPES                |       |
| École 2D degré Général privée A L'Ere Libre (0912404U)                                  | Privé hors contrat | Lycée                                              | -                 | 19 rue de l'Alun - 91150 ETAMPES                               |       |
| Lycée professionnel Château des Coudraies (0910629P)                                    | Public             | Lycée (professionnel)                              | -                 | 2 boulevard Charles De Gaulle - 91450 ETIOLLES                 |       |
| Collège LE ROUSSAY                                                                      | Public             | Collège                                            | -                 | 91 - ETRECHY                                                   |       |
| Collège GALILEE                                                                         | Public             | Collège                                            | -                 | 91 - EVRY-COURCOURONNES                                        |       |
| Collège LE VILLAGE                                                                      | Public             | Collège                                            | -                 | 91 - EVRY-COURCOURONNES                                        |       |
| Collège LES PYRAMIDES                                                                   | Public             | Collège                                            | -                 | 91 - EVRY-COURCOURONNES                                        |       |
| Collège MONTESQUIEU                                                                     | Public             | Collège                                            | -                 | 91 - EVRY-COURCOURONNES                                        |       |
| Collège Notre-Dame de Sion (0911748F)                                                   | Privé sous contrat | Collège                                            | -                 | 1 avenue de Ratisbonne - 91000 EVRY                            |       |
| Collège PAUL-ELUARD                                                                     | Public             | Collège                                            | -                 | 91 - EVRY-COURCOURONNES                                        |       |
| Collège PAUL-FORT                                                                       | Public             | Collège                                            | -                 | 91 - EVRY-COURCOURONNES                                        |       |
| Lycée Georges-Brassens (0911828T)                                                       | Public             | Lycée (général, professionnel)                     | -                 | 8 rue Georges Brassens - 91000 EVRY                            |       |
| Lycée Parc des Loges (0911251R)                                                         | Public             | Lycée                                              | -                 | Boulevard des Champs Elysées - 91000 EVRY                      |       |
| Lycée polyvalent Notre-Dame de Sion (0912117G)                                          | Privé sous contrat | Lycée                                              | -                 | 1 avenue Ratisbonne - 91000 EVRY                               |       |
| Lycée professionnel Auguste-Perret (0911343R)                                           | Public             | Lycée (professionnel)                              | -                 | 1 avenue de la Liberté - 91000 EVRY                            |       |
| Lycée professionnel Charles-Baudelaire (0911254U)                                       | Public             | Lycée (professionnel)                              | -                 | Avenue de la Liberté - 91000 EVRY                              |       |
| École professionnelle privée adaptée Isek-Kalliopê (0912291W)                           | Privé hors contrat | Lycée (professionnel)                              | -                 | 34 cours Blaise-Pascal EVRY - 91000 EVRY COURCOURONNES         |       |
| Collège JULIETTE-ADAM                                                                   | Public             | Collège                                            | -                 | 91 - GIF-SUR-YVETTE                                            |       |
| Collège LES GOUSSONS                                                                    | Public             | Collège                                            | -                 | 91 - GIF-SUR-YVETTE                                            |       |
| Lycée de la vallée de Chevreuse (0911913K)                                              | Public             | Lycée                                              | -                 | 8 rue de Madrid - 91190 GIF SUR YVETTE                         |       |
| École secondaire privée de la Trinité (0912379S)                                        | Privé hors contrat | Collège                                            | -                 | 66 domaine de Montvoisin - 91400 GOMETZ LA VILLE               |       |
| Collège de Grivery (0912370G)                                                           | Privé sous contrat | Collège                                            | -                 | 2 impasse du Vieux Puits - 91940 Gometz-le-Châtel              |       |
| Collège JEAN VILAR                                                                      | Public             | Collège                                            | -                 | 91 - GRIGNY                                                    |       |
| Collège PABLO NERUDA                                                                    | Public             | Collège                                            | -                 | 91 - GRIGNY                                                    |       |
| Collège SONIA DELAUNAY                                                                  | Public             | Collège                                            | -                 | 91 - GRIGNY                                                    |       |
| Collège LEONARD DE VINCI                                                                | Public             | Collège                                            | -                 | 91 - GUIGNEVILLE-SUR-ESSONNE                                   |       |
| Collège EMILE-ZOLA                                                                      | Public             | Collège                                            | -                 | 91 - IGNY                                                      |       |
| Collège Saint-Nicolas (0911824N)                                                        | Privé sous contrat | Collège                                            | -                 | 10 avenue de la Division-Leclerc - 91430 IGNY                  |       |
| Lycée polyvalent agricole La Salle Igny (0910831J)                                      | Privé sous contrat | Lycée (agricole)                                   | -                 | 10 avenue de la Division-Leclerc - 91430 IGNY                  |       |
| Collège ROBERT-DOISNEAU                                                                 | Public             | Collège                                            | -                 | 91 - ITTEVILLE                                                 |       |
| Collège Ferdinand-Buisson                                                               | Public             | Collège                                            | 1970              | 3 rue Carnot - 91260 JUVISY-SUR-ORGE                           |       |
| Lycée professionnel Jean-Monnet (0910631S)                                              | Public             | Lycée (professionnel)                              | 1965              | 51 avenue du Général de Gaulle - BP 69 - 91260 JUVISY SUR ORGE |       |
| Collège ALBERT-CAMUS                                                                    | Public             | Collège                                            | -                 | 91 - LA FERTE-ALAIS                                            |       |
| Collège ALBERT-CAMUS                                                                    | Public             | Collège                                            | -                 | 91 - LA NORVILLE                                               |       |
| Collège JEAN-MOULIN                                                                     | Public             | Collège                                            | -                 | 91 - LA NORVILLE                                               |       |
| Collège Sacré-Cœur (0911751J)                                                           | Privé sous contrat | Collège                                            | -                 | Passage de Graville - 91620 VILLE DU BOIS                      |       |
| Lycée du Sacré-Cœur (0910824B)                                                          | Privé sous contrat | Lycée                                              | -                 | 2 rue du Gaizon - 91620 LA VILLE DU BOIS                       |       |
| Collège GERMAINE-TILLION                                                                | Public             | Collège                                            | -                 | 91 - LARDY                                                     |       |
| Collège HUBERT-ROBERT                                                                   | Public             | Collège                                            | -                 | 91 - LE MEREVILLOIS                                            |       |
| Collège AIME CESAIRE                                                                    | Public             | Collège                                            | -                 | 91 - LES ULIS                                                  |       |
| Collège MONDETOUR                                                                       | Public             | Collège                                            | -                 | 91 - LES ULIS                                                  |       |
| Lycée l'Essouriau (0911492C)                                                            | Public             | Lycée (général, professionnel)                     | -                 | 1 avenue de Dordogne - BP 1031 - 91940 ULIS                    |       |
| Collège Michel VIGNAUD                                                                  | Public             | Collège                                            | -                 | 91 - LIMOURS                                                   |       |
| Lycée Jules-Verne (0911983L)                                                            | Public             | Lycée (général, professionnel)                     | -                 | 49 rue d'Arpajon - 91470 LIMOURS                               |       |
| Collège ROSA LUXEMBOURG                                                                 | Public             | Collège                                            | -                 | 91 - LISSES                                                    |       |
| Collège LOUIS PASTEUR                                                                   | Public             | Collège                                            | -                 | 91 - LONGJUMEAU                                                |       |
| Lycée des Métiers Jean-Perrin (0910715H)                                                | Public             | Lycée (professionnel)                              | -                 | 26 rue Léontine Sohier - BP 362 - 91160 LONGJUMEAU             |       |
| Lycée Jacques Prévert (0911577V)                                                        | Public             | Lycée                                              | -                 | 23 rue Jules Ferry - BP 254 - 91160 LONGJUMEAU                 |       |
| Collège PIERRE MENDES FRANCE                                                            | Public             | Collège                                            | -                 | 91 - MARCOUSSIS                                                |       |
| Lycée professionnel horticole et paysager UFA Saint-Antoine (0911551S)                  | Privé sous contrat | Lycée                                              | -                 | 53 avenue Massénat-Déroche - 91460 MARCOUSSIS                  |       |
| Collège SAINT EXUPERY                                                                   | Public             | Collège                                            | -                 | 91 - MAROLLES-EN-HUREPOIX                                      |       |
| Collège BLAISE PASCAL                                                                   | Public             | Collège                                            | -                 | 91 - Massy                                                     |       |
| Collège DENIS DIDEROT                                                                   | Public             | Collège                                            | -                 | 91 - MASSY                                                     |       |
| Collège DENIS DIDEROT                                                                   | Public             | Collège                                            | -                 | 91 - MASSY                                                     |       |
| Collège GERARD-PHILIPE                                                                  | Public             | Collège                                            | -                 | 91 - MASSY                                                     |       |
| École secondaire privée Educ' Etic (0912337W)                                           | Privé hors contrat | Collège                                            | -                 | 12 rue René Cassin - 91300 MASSY                               |       |
| École secondaire privée Time 4 School (0912303J)                                        | Privé hors contrat | Collège                                            | -                 | 33 rue TOULOUSE LAUTREC - 91300 MASSY                          |       |
| Lycée Fustel de Coulanges (0910687C)                                                    | Public             | Lycée                                              | -                 | 11 rue des Migneaux - 91300 MASSY                              |       |
| Lycée Parc de Vilgénis (0910727W)                                                       | Public             | Lycée (général, professionnel)                     | -                 | 80 rue de Versailles - BP 112 - 91300 MASSY                    |       |
| Lycée publicLycée professionnel Gustave Eiffel (0910632T)                               | Public             | Lycée (professionnel)                              | -                 | 9 avenue de la République - 91300 MASSY                        |       |
| Collège PARC DE VILLEROY                                                                | Public             | Collège                                            | -                 | 91 - MENNECY                                                   |       |
| Lycée Marie Laurencin                                                                   | Public             | Lycée (général, technologique, professionnel       | 1991              | 91 - Mennecy                                                   |       |
| Collège JEAN ROSTAND                                                                    | Public             | Collège                                            | -                 | 91 - MILLY-LA-FORET                                            |       |
| Collège GEORGES POMPIDOU                                                                | Public             | Collège                                            | -                 | 91 - MONTGERON                                                 |       |
| Collège Sainte-Thérèse (0910817U)                                                       | Privé sous contrat | Collège                                            | -                 | 5 rue de l'Ancienne-Église - 91230 MONTGERON                   |       |
| Collège WEILER                                                                          | Public             | Collège                                            | -                 | 91 - MONTGERON                                                 |       |
| Lycée Rosa-Parks                                                                        | Public             | Lycée (général, technologique), BTS                | 1946              | 2 place de l'Europe - 91230 Montgeron                          |       |
| Collège Moreau (0910980W)                                                               | Privé sous contrat | Collège                                            | -                 | 28 Grande rue - 91310 MONTLHERY                                |       |
| Collège PAUL FORT                                                                       | Public             | Collège                                            | -                 | 91 - MONTLHERY                                                 |       |
| Collège MICHEL VIGNAUD                                                                  | Public             | Collège                                            | -                 | 91 - MORANGIS                                                  |       |
| Lycée Marguerite-Yourcenar (0911945V)                                                   | Public             | Lycée (général, professionnel)                     | -                 | 62 rue des Edouets - BP 86 - 91420 MORANGIS                    |       |
| Collège CHARLES-PEGUY                                                                   | Public             | Collège                                            | -                 | 91 - MORSANG-SUR-ORGE                                          |       |
| Collège JEAN-ZAY                                                                        | Public             | Collège                                            | -                 | 91 - MORSANG-SUR-ORGE                                          |       |
| Lycée des Métiers André-Marie Ampère (0911037H)                                         | Public             | Lycée (professionnel)                              | -                 | 12 bis route du Bois Pommier - 91390 MORSANG SUR ORGE          |       |
| Collège LOUISE-WEISS                                                                    | Public             | Collège                                            | -                 | 91 - NOZAY                                                     |       |
| Collège LA FONTAINE AUX BERGERS                                                         | Public             | Collège                                            | -                 | 91 - OLLAINVILLE                                               |       |
| Collège ALAIN FOURNIER                                                                  | Public             | Collège                                            | -                 | 91 - ORSAY                                                     |       |
| Collège ALEXANDRE-FLEMING                                                               | Public             | Collège                                            | -                 | 91 - ORSAY                                                     |       |
| Collège privé du cours secondaire d'Orsay (0911749G)                                    | Privé sous contrat | Collège                                            | -                 | 11 rue de Courtaboeuf - 91400 ORSAY                            |       |
| Lycée Blaise-Pascal (0910626L)                                                          | Public             | Lycée                                              | -                 | 18 rue Alexander-Fleming - BP 55 - 91400 ORSAY                 |       |
| Lycée privé du cours secondaire d'Orsay (0910819W)                                      | Privé sous contrat | Lycée                                              | -                 | 11 rue de Courtaboeuf - 91400 ORSAY                            |       |
| Collège CESAR FRANCK                                                                    | Public             | Collège                                            | -                 | 91 - PALAISEAU                                                 |       |
| Collège CHARLES PEGUY                                                                   | Public             | Collège                                            | -                 | 91 - PALAISEAU                                                 |       |
| Collège JOSEPH BARA                                                                     | Public             | Collège                                            | -                 | 91 - PALAISEAU                                                 |       |
| Lycée Camille-Claudel (0911938M)                                                        | Public             | Lycée                                              | -                 | 17 rue Maximilien Robespierre - BP 78 - 91120 PALAISEAU        |       |
| Lycée polyvalent Henri-Poincaré (0912251C)                                              | Public             | Lycée (général, technologique, professionnel)      | -                 | 36 rue Léon Bourgeois - BP 59 - 91120 PALAISEAU                |       |
| Collège Sainte-Jeanne-d'Arc (0910820X)                                                  | Privé sous contrat | Collège                                            | -                 | Avenue du 8 Mai 1945 - 91120 PALAISEAU                         |       |
| Lycée polyvalent privé Saint-Martin (0912321D)                                          | Privé sous contrat | Lycée (professionnel)                              | -                 | 36 avenue du 8 Mai 1945 - 91120 PALAISEAU                      |       |
| Collège PIERRE RONSARD                                                                  | Public             | Collège                                            | -                 | 91 - PARAY-VIEILLE-POSTE                                       |       |
| Lycée professionnel des Frères Moreau (0911493D)                                        | Public             | Lycée (professionnel)                              | -                 | Route de Brunoy - 91480 QUINCY SOUS SENART                     |       |
| Collège ALBERT CAMUS                                                                    | Public             | Collège                                            | -                 | 91 - RIS-ORANGIS                                               |       |
| Collège JEAN LURCAT                                                                     | Public             | Collège                                            | -                 | 91 - RIS-ORANGIS                                               |       |
| Lycée professionnel Pierre Mendès France (0911578W)                                     | Public             | Lycée (professionnel)                              | -                 | Avenue de l'Aunette - 91130 RIS ORANGIS                        |       |
| Collège DU PONT DE BOIS                                                                 | Public             | Collège                                            | -                 | 91 - SAINT-CHERON                                              |       |
| Collège ROLAND GARROS                                                                   | Public             | Collège                                            | -                 | 91 - SAINT-GERMAIN-LES-ARPAJON                                 |       |
| Collège LA TUILERIE                                                                     | Public             | Collège                                            | -                 | 91 - SAINT-GERMAIN-LES-CORBEIL                                 |       |
| Collège JEAN-MOULIN                                                                     | Public             | Collège                                            | -                 | 91 - SAINT-MICHEL-SUR-ORGE                                     |       |
| Collège NICOLAS BOILEAU                                                                 | Public             | Collège                                            | -                 | 91 - SAINT-MICHEL-SUR-ORGE                                     |       |
| Lycée Léonard de Vinci (0911946W)                                                       | Public             | Lycée (général, professionnel)                     | -                 | Place Léonard de Vinci - BP 169 - 91240 SAINT MICHEL SUR ORGE  |       |
| Collège CAMILLE CLAUDEL                                                                 | Public             | Collège                                            | -                 | 91 - SAINT-PIERRE-DU-PERRAY                                    |       |
| Collège Saint Spire Sénart (0910829G)                                                   | Privé sous contrat | Collège                                            | 1865              | 33-35 Côté de l'Entre-Deux - 91280 SAINT PIERRE DU PERRAY      |       |
| Collège JEAN MACE                                                                       | Public             | Collège                                            | -                 | 91 - SAINTE-GENEVIEVE-DES-BOIS                                 |       |
| Collège JULES FERRY                                                                     | Public             | Collège                                            | -                 | 91 - SAINTE-GENEVIEVE-DES-BOIS                                 |       |
| Collège PAUL ELUARD                                                                     | Public             | Collège                                            | -                 | 91 - SAINTE-GENEVIEVE-DES-BOIS                                 |       |
| Lycée Albert-Einstein (0911346U)                                                        | Public             | Lycée (général)                                    | -                 | Avenue de la Liberté - 91700 SAINTE GENEVIEVE DES BOIS         |       |
| Lycée Paul-Langevin (0912163G)                                                          | Public             | Lycée (général, professionnel)                     | -                 | 20 rue Paul Langevin - 91700 SAINTE GENEVIEVE DES BOIS         |       |
| Collège PABLO PICASSO                                                                   | Public             | Collège                                            | -                 | 91 - SAULX-LES-CHARTREUX                                       |       |
| Ecole 2D degré général privée d'Etudes Dirigées (0911496G)                              | Privé hors contrat | Lycée (professionnel)                              | 1975              | 88 rue de la Division Leclerc - 91160 SAULX LES CHARTREUX      |       |
| Collège Cohen Tenoudji (0911889J)                                                       | Privé sous contrat | Collège                                            | -                 | 1 bis avenue de l'Armée Leclerc - 91600 SAVIGNY SUR ORGE       |       |
| Collège JEAN MERMOZ                                                                     | Public             | Collège                                            | -                 | 91 - SAVIGNY-SUR-ORGE                                          |       |
| Collège LES GATINES-RENE CASSIN                                                         | Public             | Collège                                            | -                 | 91 - SAVIGNY-SUR-ORGE                                          |       |
| Collège du Sacré-Cœur (0910836P)                                                        | Privé sous contrat | Collège                                            | -                 | 29 rue Chamberlin - 91600 SAVIGNY SUR ORGE                     |       |
| Lycée Gaspard Monge (0912142J)                                                          | Public             | Lycée (général,technologique)                      | -                 | 1 place Monge - 91600 SAVIGNY SUR ORGE                         |       |
| Lycée Jean-Baptiste Corot                                                               | Public             | Lycée (général,technologique), BTS, CGPE           | 1950              | Place Davout - BP 118 - 91600 Savigny-sur-Orge                 |       |
| Collège PAUL BERT                                                                       | Public             | Collège                                            | -                 | 91 - SAVIGNY-SUR-ORGE                                          |       |
| Collège DE L ERMITAGE                                                                   | Public             | Collège                                            | -                 | 91 - SOISY-SUR-SEINE                                           |       |
| Collège JEAN MOULIN                                                                     | Public             | Collège                                            | -                 | 91 - VERRIERES-LE-BUISSON                                      |       |
| Collège Rudolf-Steiner (0911601W)                                                       | Privé sous contrat | Collège                                            | -                 | 62 rue de Paris - 91370 VERRIERES LE BUISSON                   |       |
| Lycée Steiner (0911844K)                                                                | Privé sous contrat | Lycée                                              | -                 | 62 rue de Paris - Amblainvilliers - 91370 VERRIERES LE BUISSON |       |
| Collège HENRI WALLON                                                                    | Public             | Collège                                            | -                 | 91 - VIGNEUX-SUR-SEINE                                         |       |
| Collège PAUL ELUARD                                                                     | Public             | Collège                                            | -                 | 91 - VIGNEUX-SUR-SEINE                                         |       |
| Ecole secondaire privée Rhazès (0912363Z)                                               | Privé hors contrat | Collège                                            | -                 | 15 rue GALILEE - 91270 VIGNEUX SUR SEINE                       |       |
| Collège ROSA PARKS                                                                      | Public             | Collège                                            | -                 | 91 - VILLABE                                                   |       |
| Collège Ile de France (0911750H)                                                        | Privé sous contrat | Collège                                            | -                 | Rue du Baron de Nivière - 91140 VILLEBON SUR YVETTE            |       |
| Collège JULES VERNE                                                                     | Public             | Collège                                            | -                 | 91 - VILLEBON-SUR-YVETTE                                       |       |
| Lycée d'Île-de-France (0910823A)                                                        | Privé sous contrat | Lycée                                              | -                 | 7 rue du Baron de Nivière - 91140 VILLEBON SUR YVETTE          |       |
| Collège BLAISE PASCAL                                                                   | Public             | Collège                                            | -                 | 91 - VILLEMOISSON-SUR-ORGE                                     |       |
| Collège Félix Esclangon                                                                 | Public             | Collège                                            | 1965              | 2 place René Coty - 91170 VIRY-CHATILLON                       |       |
| Collège Les Sablons                                                                     | Public             | Collège                                            | 1969              | 53 rue Duparchy - 91170 VIRY-CHATILLON                         |       |
| Collège Olivier de Serres                                                               | Public             | Collège                                            | 1965              | 20 avenue Olivier de Serres - 91170 VIRY-CHATILLON             |       |
| Collège Saint-Louis - Saint-Clément (0911752K)                                          | Privé sous contrat | Collège                                            | 1882              | 1 à 35 rue Margot - 91170 VIRY CHATILLON                       |       |
| Lycée Saint-Louis Saint-Clément (0910826D)                                              | Privé sous contrat | Lycée                                              | 1882              | 1 rue Margot - 91170 VIRY CHATILLON                            |       |
| Collège Beth Rivkah (0912000E)                                                          | Privé sous contrat | Collège                                            | -                 | 43-49 rue Raymond Poincaré - 91330 YERRES                      |       |
| Collège GUILLAUME BUDE                                                                  | Public             | Collège                                            | -                 | 91 - YERRES                                                    |       |
| Lycée Beth Rivkah (0910838S)                                                            | Privé sous contrat | Lycée                                              | -                 | 43-49 rue Raymond Poincaré - 91330 YERRES                      |       |
| Lycée professionnel Louis-Armand (0910756C)                                             | Privé sous contrat | Lycée (professionnel), BTS                         | -                 | 9 rue Pierre de Coubertin - 91330 YERRES                       |       |